# System FL
Le System FL est un système d'arcade destiné aux salles d'arcade, créé par Namco en 1995.

## Description
En 1993, Namco sort sur le marché son System FL exclusivement destiné aux jeux de conduite, qui aura une durée de vie très courte et ne verra que deux jeux sortir. FL pour Final Lap.
Il est construit autour d'un processeur central de marque Intel (Intel i960) et de deux processeurs Namco custom pour le son (C75 en cpu sonore et une puce audio C352),.
Final Lap R sera le dernier opus de la série Pole Position (en arcade).

## Spécifications techniques

### Processeurs
- Processeur principal :  Intel i960-KB 32-bit RISC cadencé à 20 MHz

### Affichage
- Résolution : 288 × 244
- Palette de 8192 couleurs

### Audio
- Processeur son : C75 : Mitsubishi M37702 modifié avec bios interne cadencé à 16,128 MHz
- Puce audio : Namco Custom C352 cadencé à 16,128 MHz
- Capacité audio : Stéréo

## Liste des jeux
| Titre            | Développeur | Éditeur | Système   | Genre  | Date |
| ---------------- | ----------- | ------- | --------- | ------ | ---- |
| Final Lap R (en) | Namco       | Namco   | System FL | Course | 1993 |
| Speed Racer (en) | Namco       | Namco   | System FL | Course | 1995 |